# Sin Da-woon
Sin Da-woon (5 maart 1993) is een Zuid-Koreaans shorttracker.

## Carrière
Op de wereldkampioenschappen shorttrack 2013 won Sin de 1000 meter, de 1500 meter en het eindklassement.
Hij vertegenwoordigde Zuid-Korea op de Olympische Winterspelen 2014, hij werd vijfde op de 1000 meter, eindigde als tiende op de 1500 meter en met de Zuid-Koreaanse aflossingsploeg werd hij zevende.
In het wereldbekerseizoen 2014/2015 won Sin het klassement over de 1500 meter.
1976: Alan Rattray · 
1977: Gaétan Boucher · 
1978: James Lynch · 
1979: Hiroshi Toda · 
1980: Gaétan Boucher · 
1981: Benoît Baril · 
1982: Guy Daignault · 
1983: Louis Grenier · 
1984: Guy Daignault · 
1985: Toshinobu Kawai · 
1986: Tatsuyoshi Ishihara · 
1987: Toshinobu Kawai/Michel Daignault · 
1988: Peter van der Velde · 
1989: Michel Daignault · 
1990: Lee Joon-ho · 
1991: Wilf O'Reilly · 
1992: Kim Ki-hoon · 
1993: Marc Gagnon · 
1994: Marc Gagnon · 
1995: Chae Ji-hoon · 
1996: Marc Gagnon · 
1997: Kim Dong-sung · 
1998: Marc Gagnon · 
1999: Li JiaJun · 
2000: Min Ryoung · 
2001: Li JiaJun · 
2002: Kim Dong-sung · 
2003: Ahn Hyun-soo · 
2004: Ahn Hyun-soo · 
2005: Ahn Hyun-soo · 
2006: Ahn Hyun-soo · 
2007: Ahn Hyun-soo · 
2008: Apolo Anton Ohno · 
2009: Lee Ho-suk · 
2010: Lee Ho-suk · 
2011: Noh Jin-kyu · 
2012: Kwak Yoon-gy · 
2013: Sin Da-woon · 
2014: Viktor An · 
2015: Sjinkie Knegt · 
2016: Han Tianyu · 
2017: Seo Yi-ra · 
2018: Charles Hamelin · 
2019: Lim Hyo-jun · 
2021: Shaoang Liu ·
2022: Shaoang Liu